# Krynyczna
Krynyczna (ukr. Кринична) – osiedle typu miejskiego na Ukrainie, w obwodzie donieckim, w faktycznie niefunkcjonującym rejonie donieckim, od 2014 pod kontrolą marionetkowej, zależnej od Rosji Donieckiej Republiki Ludowej. W 2001 liczyło 4520 mieszkańców.